# 慈眼寺 (秩父市)

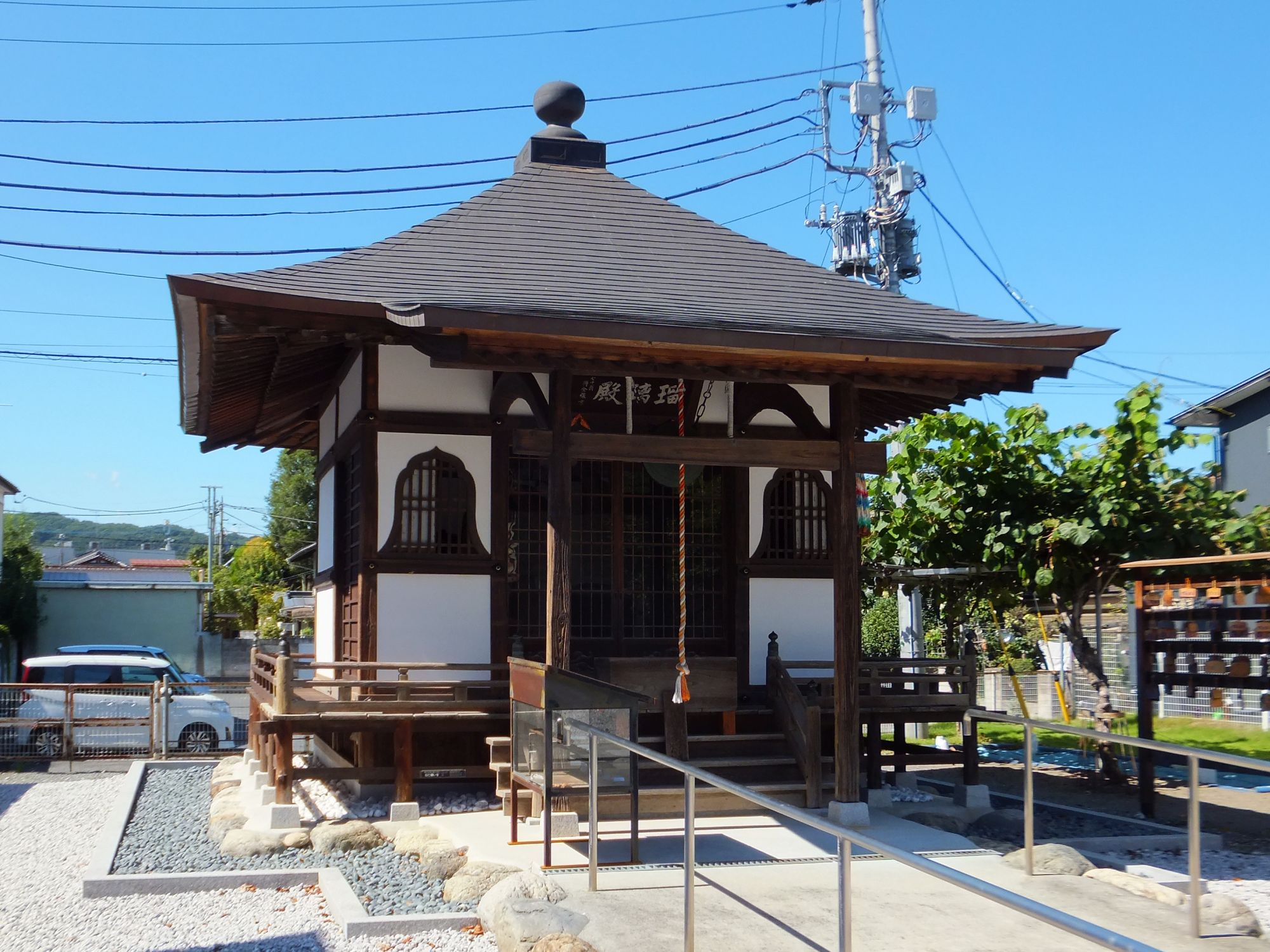
薬師堂

慈眼寺（じげんじ）は、埼玉県秩父市にある曹洞宗の寺院で、山号は旗下山と号する。
本尊真言：おん あろりきゃ そわか
ご詠歌：御手に持つ蓮のははき残りなく 浮世の塵をはけの下寺

## 歴史
文暦元年（1234年）、秩父札所が創設された後、文明18年（1486年）に秩父市宮地の曹洞宗広見寺2世、東雄朔法を開山として迎え曹洞宗慈眼寺が開かれた。
寛政の年代に火事に遭い、その時に記録によると間口7間、奥行き7間の大きな御堂が消失した。
それを全隆興道という人物が、江戸に出て寄進を募り御堂を再建する。しかし、明治11年（1878年）3月の秩父大火でその御堂も焼失。その際には隣接する惣円寺も御堂並びに同地にあった大宮学校も焼失。
その後、明治33年（1900年）までの22年をかけて現在の御堂ができあがった。

## 薬師堂
境内には薬師瑠璃光如来を祀る、瑠璃殿と書かれた額が掲げられた薬師堂がある。
薬師瑠璃光如来は「め」の仏様で眼病治癒、身体堅固、家内安全等のご利益があり、「め」の文字を入れた絵馬が多数奉納されている。
毎年7月8日には「あめ薬師」と呼ばれる薬師如来の縁日が開催され、2万人を超える参拝客で賑わう北関東を代表する縁日で秩父三大祭の一つになっている。

## メグスリノキ
観音堂前をはじめ、境内には御神木として数本のメグスリノキが生えていたが、現在はない。
これは平成の初め頃に植えられたもので、現在では4年に一度くらいの間隔でこのメグスリノキを使った「金の眼茶」というメグスリノキのお茶を販売していた。
巡礼者のお土産として人気がある普通のメグスリノキのお茶「眼茶」やメグスリノキのあめなどを販売していたが、販売中止。
現在は札所11番の常楽寺で、販売されている。

## 交通アクセス
電車
秩父鉄道：御花畑駅から徒歩123歩（約1分）
西武鉄道：西武秩父駅から徒歩約5分
自動車
関越自動車道花園IC - 国道140号 - 皆野寄居バイパス有料道路を利用して約40分
無料駐車場あり

## 前後の札所
秩父札所（江戸巡礼古道）
12 野坂寺 -- (1.4 km)-- 13 慈眼寺 -- (0.6 km)-- 14 今宮坊